# Concours Eurovision de la chanson 1969
- Pays participants
- Pays ayant participé dans le passé

Londres 1968 Amsterdam 1970
Le Concours Eurovision de la chanson 1969 fut la quatorzième édition du concours. Il se déroula le samedi 29 mars 1969, à Madrid, en Espagne. Pour la première fois de l’histoire du concours, le vote se termina sur un ex æquo, l’Espagne, la France, les Pays-Bas et le Royaume-Uni obtenant chacun 18 votes. Cette possibilité n’ayant pas été envisagée par le règlement, ces quatre pays furent déclarés vainqueurs. Il y eut donc quatre chansons gagnantes : Vivo cantando, interprétée par Salomé pour l'Espagne ; Un jour, un enfant, interprétée par Frida Boccara pour la France ; De troubadour, interprétée par Lenny Kuhr pour les Pays-Bas et Boom Bang-a-Bang, interprétée par Lulu pour le Royaume-Uni. Il n’y eut ni deuxième, troisième et quatrième place.

## Organisation
L’Espagne, qui avait remporté l'édition 1968, se chargea de l'organisation de l'édition 1969. Cependant, la télévision publique espagnole ne possédait à l’époque aucune caméra couleur. Elle dut les louer à la télévision publique allemande. Finalement, les téléspectateurs espagnols virent le concours en noir et blanc, le réseau télévisé espagnol ne s'étant pas encore converti à la couleur. Les archives existent cependant en couleur.

## Pays participants
Seize pays participèrent au quatorzième concours. 
L’Autriche décida de s’abstenir, refusant de participer à un concours organisé par une dictature, l’Espagne étant alors dirigée par le général Franco. Il n'y eut ni retour, ni début.

## Format

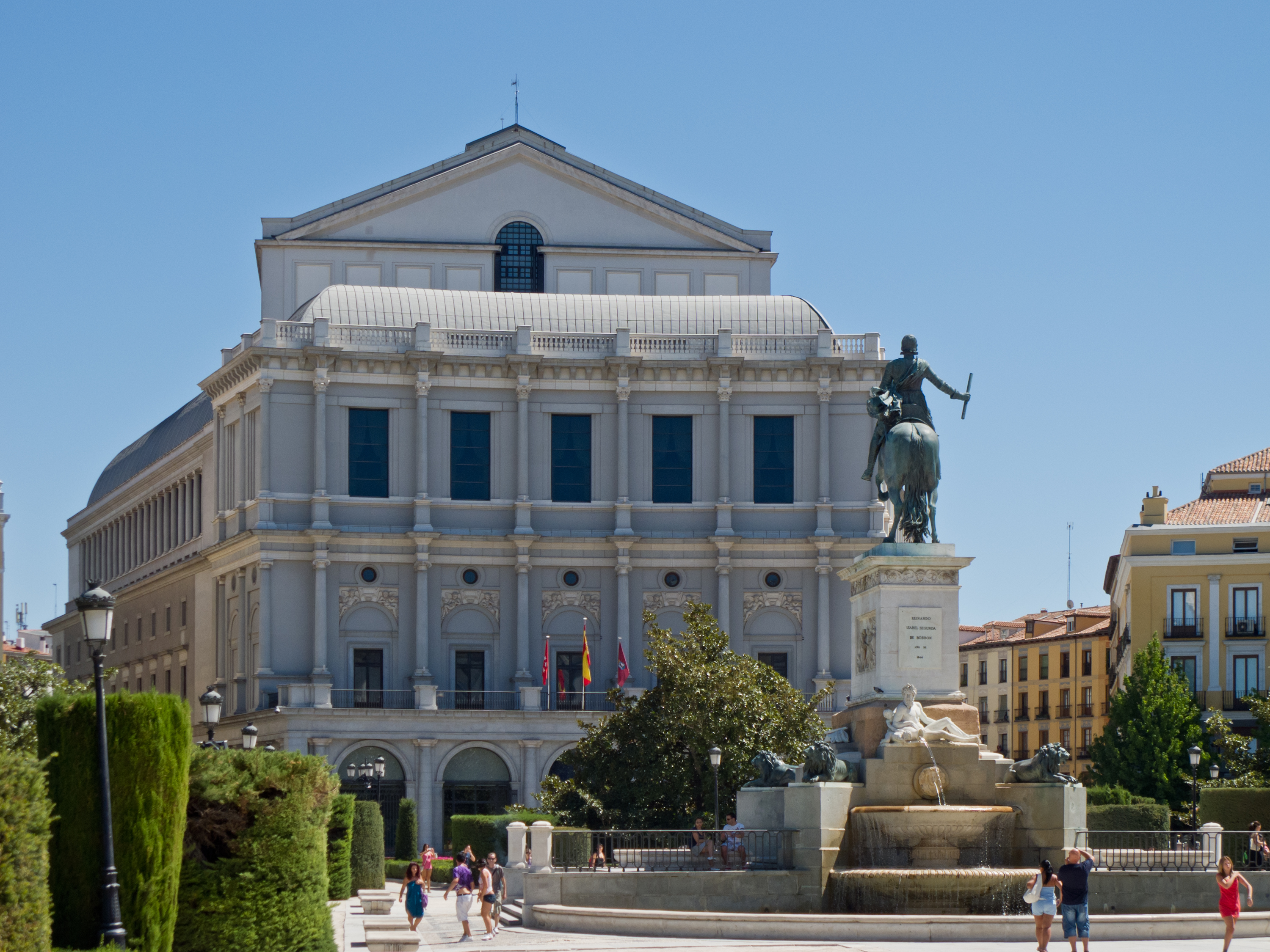
Le Théâtre royal, à Madrid.

Le concours eut lieu au Théâtre royal, l'opéra de Madrid. Sa direction artistique fut confiée au maître surréaliste, Salvador Dalí. Il réalisa l'affiche, le matériel publicitaire, les décors et la vidéo de l'entracte.
L’orchestre prit place dans une fosse, au pied de la scène. Celle-ci était décorée de quatre parterres de fleurs roses. En arrière-fond, étaient installés un orgue et une sculpture de Dali. Sur le mur de gauche, se trouvait une reproduction en couleur du sigle de l'Eurovision et sur le mur de droite, le tableau de vote.
Le programme dura approximativement une heure et quarante-six minutes.

## Déroulement
La vidéo introductive débuta par un gros plan sur une sculpture présente au milieu de la scène. Le plan s’agrandit pour dévoiler l’orgue qui jouait le Te Deum de Marc-Antoine Charpentier. S’ensuivit un plan de l’affiche dessinée par Dali, tandis que l'orchestre entamait la partition de La, la, la, la chanson gagnante de l'année précédente.
La présentatrice de la soirée fut « Laurita » Laura Valenzuela. Elle s’exprima en espagnol, en anglais et en français. Elle salua tous les pays participants dans leur langue et introduisit ensuite elle-même chaque chanson.
L'orchestre était dirigé par Augusto Algueró.

## Chansons
Seize chansons concoururent pour la victoire.
La représentante espagnole, Salomé, porta un costume particulier, fait de milliers de perles de porcelaine bleues. L’ensemble ne pesait pas moins de 14 kilos.
Le représentant monégasque, Jean-Jacques, fut le premier enfant à participer au concours. Il était alors âgé de treize ans.
La chanteuse irlandaise, Muriel Day, fut la première artiste féminine et la première artiste d’origine nord irlandaise à représenter son pays. Sa chanson devint numéro un des ventes en Irlande.
La représentante néerlandaise, Lenny Kuhr, avait écrit elle-même sa chanson. L’idée lui en était venue au milieu de la nuit. Elle avait alors réveillé ses parents pour leur faire entendre sa nouvelle composition.
La représentante norvégienne, Kirsti Sparboe, mit sa dernière place sur le compte de la pêche aux phoques, toujours pratiquée à l’époque par la Norvège et portant dommage à la réputation du pays.
La représentante française, Frida Boccara, ne put assister aux répétitions. Elle avait en effet contracté une angine qui ne put être guérie que par injection, quelques heures avant le début du concours. 

## Chefs d'orchestre
| Miljenko Prohaska | Augusto Algueró        | Hervé Roy      | Noel Kelehan    | Ezio Leoni  |
| ----------------- | ---------------------- | -------------- | --------------- | ----------- |
| - Yougoslavie     | - Espagne - Luxembourg | - Monaco       | - Irlande       | - Italie    |
| Johnny Harris     | Frans de Kok           | Lars Samuelson | Francis Bay     | Henry Mayer |
| - Royaume-Uni     | - Pays-Bas             | - Suède        | - Belgique      | - Suisse    |
| Øivind Bergh      | Hans Blum              | Franck Pourcel | Ferrer Trindade | Ossi Runne  |
| - Norvège         | - Allemagne            | - France       | - Portugal      | - Finlande  |

## Entracte
Le spectacle d'entracte fut une vidéo, réalisée par Salvador Dalí et intitulée « La España diferente ». Inspirée par le surréalisme, elle explorait les thèmes des quatre éléments, au travers de vues touristiques de paysages et de monuments espagnols. Apparurent notamment à l'écran l'Alhambra de Grenade et la Sagrada Família. L'accompagnement musical avait été composé par Luis de Pablo.

## Vote
Le vote fut décidé entièrement par un panel de jurys nationaux. Les différents jurys furent contactés par téléphone, selon l'ordre de passage des pays participants.
Le système de vote fut le même que l'année précédente. Les jurys se composaient de dix personnes. Chaque juré attribuait un vote à la chanson qu'il estimait la meilleure. Les votes des jurés étaient ensuite additionnés, chaque jury national attribuant finalement dix votes. 
Les résultats des votes furent annoncés oralement, selon l'ordre de passage des pays participants.
Le superviseur délégué sur place par l'UER fut Clifford Brown. Il dut tout d'abord intervenir pour faire répéter aux porte-parole espagnol et monégasque, leur attribution des points.
Jusqu'à l'antépénultième jury, le vote vit le Royaume-Uni et la France se disputer la première place. Le jury français attribua alors 6 votes aux Pays-Bas et le jury portugais, 2 votes à l'Espagne et à la France. Ces trois pays affichèrent 18 votes chacun et le Royaume-Uni, 17. Le résultat final sembla alors dépendre du dernier jury, le jury finlandais. Mais celui-ci attribua 1 vote au Royaume-Uni et le reste, à l'Irlande, la Suède et la Suisse. Le tableau afficha alors l'ex æquo, sous les cris et les applaudissements prolongés du public espagnol dans la salle.
Laurita Valenzuela se tourna vers Clifford Brown qui lui confirma : « Il y a en effet quatre gagnants cette année, quatre ex æquo.» S'ensuivit un dialogue en français, entre la présentatrice et le superviseur :

– Laurita Valenzuela : Mr. Brown ? Qu'est-ce que je fais avec le prix ?

– Clifford Brown : Vous devez le donner aux quatre gagnants !

– L.V. : Est-ce que vous pouvez répéter ? Répétez, s'il-vous-plaît !

– C.B. : Il faut simplement donner aux quatre, car il y a quatre gagnants.

– L.V. : Quatre gagnants ? Donc, j'appelle les quatre gagnants ?

– C.B. : Oui !

– L.V. : Bon, merci.

## Résultats
Ce fut la quatrième victoire de la France, la troisième des Pays-Bas et la deuxième de l’Espagne et du Royaume-Uni.
Ce fut la toute première fois dans l’histoire du concours qu’un pays (en l’occurrence l’Espagne) remporta le concours deux années de suite.
Massiel remit la médaille du grand prix aux quatre gagnantes : Salomé, Lulu, Lenny Kuhr et Frida Boccara. Ensuite, toutes les quatre interprétèrent la reprise de leur chanson. 
Cet ex æquo causa un problème imprévu, lors de la remise de la médaille du grand prix. Seules les quatre interprètes purent en recevoir une. Les auteurs et compositeurs durent repartir les mains vides, à leur grand mécontentement. Leur médaille leur fut envoyée, bien après.
| Ordre | Pays        | Artiste(s)         | Chanson                          | Langue       | Place | Points |
| ----- | ----------- | ------------------ | -------------------------------- | ------------ | ----- | ------ |
| 01    | Yougoslavie | Ivan & 3M          | Pozdrav svijetu                  | Serbo-croate | 13    | 5      |
| 02    | Luxembourg  | Romuald            | Catherine                        | Français     | 11    | 7      |
| 03    | Espagne H T | Salomé             | Vivo cantando                    | Espagnol     | 1     | 18     |
| 04    | Monaco      | Jean-Jacques       | Maman, Maman                     | Français     | 6     | 11     |
| 05    | Irlande     | Muriel Day         | The Wages of Love                | Anglais      | 7     | 10     |
| 06    | Italie      | Iva Zanicchi       | Due grosse lacrime bianche       | Italien      | 13    | 5      |
| 07    | Royaume-Uni | Lulu               | Boom Bang-a-Bang                 | Anglais      | 1     | 18     |
| 08    | Pays-Bas    | Lenny Kuhr         | De troubadour                    | Néerlandais  | 1     | 18     |
| 09    | Suède       | Tommy Körberg      | Judy, min vän                    | Suédois      | 9     | 8      |
| 10    | Belgique    | Louis Neefs        | Jennifer Jennings                | Néerlandais  | 7     | 10     |
| 11    | Suisse      | Paola del Medico   | Bonjour, Bonjour                 | Allemand     | 5     | 13     |
| 12    | Norvège     | Kirsti Sparboe     | Oj, oj, oj, så glad jeg skal bli | Norvégien    | 16    | 1      |
| 13    | Allemagne   | Siw Malmkvist      | Primaballerina                   | Allemand     | 9     | 8      |
| 14    | France      | Frida Boccara      | Un jour, un enfant               | Français     | 1     | 18     |
| 15    | Portugal    | Simone de Oliveira | Desfolhada portuguesa            | Portugais    | 15    | 4      |
| 16    | Finlande    | Jarkko & Laura     | Kuin silloin ennen               | Finnois      | 12    | 6      |

## Controverse
Le résultat du concours suscita la controverse dans les médias et de nombreux télédiffuseurs demandèrent une révision des termes du règlement, avant d’envisager une nouvelle participation. Les pays scandinaves furent les plus virulents dans leurs critiques.

## Anciens participants
| Artiste            | Pays       | Année(s) précédente(s) |
| ------------------ | ---------- | ---------------------- |
| Siw Malmkvist      | Allemagne  | 1960 (Pour la Suède)   |
| Simone de Oliveira | Portugal   | 1965                   |
| Louis Neefs        | Belgique   | 1967                   |
| Romuald            | Luxembourg | 1964 (pour Monaco)     |
| Kirsti Sparboe     | Norvège    | 1965, 1967             |

## Tableau des votes
| Drapeau de la République fédérative socialiste de Yougoslavie | Drapeau du Luxembourg                             | Drapeau de l'Espagne | Drapeau de Monaco | Drapeau de l'Irlande | Drapeau de l'Italie | Drapeau du Royaume-Uni | Drapeau des Pays-Bas | Drapeau de la Suède | Drapeau de la Belgique | Drapeau de la Suisse | Drapeau de la Norvège | Drapeau de l'Allemagne | Drapeau de la France | Drapeau du Portugal | Drapeau de la Finlande | Total |   |    |
| Pays                                                          | Yougoslavie                                       |                      | –                 | 1                    | –                   | –                      | –                    | –                   | –                      | –                    | 1                     | –                      | –                    | –                   | –                      | 3     | – | 5  |
| Pays                                                          | Luxembourg                                        | 1                    |                   | –                    | 3                   | –                      | –                    | –                   | 1                      | –                    | 1                     | –                      | –                    | 1                   | –                      | –     | – | 7  |
| Pays                                                          | Espagne                                           | 1                    | 2                 |                      | 3                   | 1                      | –                    | –                   | –                      | –                    | 3                     | –                      | 1                    | 3                   | 2                      | 2     | – | 18 |
| Pays                                                          | Monaco                                            | –                    | –                 | 2                    |                     | –                      | 4                    | –                   | 2                      | 2                    | 1                     | –                      | –                    | –                   | –                      | –     | – | 11 |
| Pays                                                          | Irlande                                           | –                    | –                 | –                    | –                   |                        | –                    | 1                   | 1                      | 1                    | –                     | 3                      | –                    | 1                   | –                      | –     | 3 | 10 |
| Pays                                                          | Italie                                            | 1                    | –                 | –                    | 1                   | 1                      |                      | –                   | –                      | –                    | –                     | –                      | –                    | –                   | –                      | 1     | 1 | 5  |
| Pays                                                          | Royaume-Uni                                       | 2                    | 4                 | –                    | –                   | –                      | 3                    |                     | 1                      | 5                    | –                     | –                      | –                    | 1                   | –                      | 1     | 1 | 18 |
| Pays                                                          | Pays-Bas                                          | –                    | 2                 | –                    | 1                   | –                      | 3                    | –                   |                        | –                    | 1                     | 4                      | 1                    | –                   | 6                      | –     | – | 18 |
| Pays                                                          | Suède                                             | –                    | –                 | –                    | –                   | –                      | –                    | –                   | 1                      |                      | –                     | –                      | 3                    | –                   | –                      | 1     | 3 | 8  |
| Pays                                                          | Belgique                                          | –                    | –                 | 2                    | –                   | –                      | –                    | 3                   | 1                      | –                    |                       | 2                      | 2                    | –                   | –                      | –     | – | 10 |
| Pays                                                          | Suisse                                            | 2                    | –                 | –                    | –                   | 3                      | –                    | 2                   | –                      | –                    | 1                     |                        | 1                    | 2                   | –                      | –     | 2 | 13 |
| Pays                                                          | Norvège                                           | –                    | –                 | –                    | –                   | –                      | –                    | –                   | –                      | 1                    | –                     | –                      |                      | –                   | –                      | –     | – | 1  |
| Pays                                                          | Allemagne                                         | 3                    | –                 | 2                    | –                   | –                      | –                    | –                   | –                      | –                    | 1                     | –                      | 1                    |                     | 1                      | –     | – | 8  |
| Pays                                                          | France                                            | –                    | 1                 | –                    | 2                   | 4                      | –                    | 4                   | 2                      | 1                    | –                     | 1                      | –                    | 1                   |                        | 2     | – | 18 |
| Pays                                                          | Portugal                                          | –                    | –                 | 2                    | –                   | –                      | –                    | –                   | –                      | –                    | 1                     | –                      | –                    | –                   | 1                      |       | – | 4  |
| Pays                                                          | Finlande                                          | –                    | 1                 | 1                    | –                   | 1                      | –                    | –                   | 1                      | –                    | –                     | –                      | 1                    | 1                   | –                      | –     |   | 6  |
| Pays                                                          | Le tableau suit l'ordre de passage des candidats. |                      |                   |                      |                     |                        |                      |                     |                        |                      |                       |                        |                      |                     |                        |       |   |    |

## Télédiffuseurs
| Pays        | Télédiffuseur(s)        | Commentateur(s)           | Porte-parole           |
| ----------- | ----------------------- | ------------------------- | ---------------------- |
| Allemagne   | ARD Deutsches Fernsehen | Hans-Joachim Rauschenbach | Hans-Otto Grünefeldt   |
| Autriche    | ORF                     | Emil Kollpacher           | non participant        |
| Belgique    | RTB                     | Paule Herreman            | Nand Baert             |
| Belgique    | BRT                     | Herman Verelst            | Nand Baert             |
| Espagne     | Primer Programa RNE     | Miguel de los Santos      | Joaquín Prat           |
| Espagne     | TVE1                    | José Luis Uribarri        | Joaquín Prat           |
| Finlande    | TV-Ohjelma 2            | Aarno Walli               | Aarre Elo              |
| France      | ORTF - Deuxième chaîne  | Pierre Tchernia           | Jean-Claude Massoulier |
| Irlande     | Radio Éirann            | Kevin Roche               | John Skehan            |
| Irlande     | RTÉ Television          | Gay Byrne                 | John Skehan            |
| Italie      | Secondo Programma       | Renato Tagliani           | Mike Bongiorno         |
| Luxembourg  | Télé Luxembourg         | Jacques Navadic           | ?                      |
| Monaco      | Télé Monte Carlo        | Pierre Tchernia           | ?                      |
| Norvège     | NRK                     | Sverre Christophersen     | Janka Polanyi          |
| Norvège     | NRK P1                  | Erik Heyerdahl            | Janka Polanyi          |
| Pays-Bas    | Nederland 1             | Pim Jacobs                | Leo Nelissen           |
| Portugal    | RTP                     | Fialho Gouveia            | Maria Manuela Furtado  |
| Royaume-Uni | BBC1                    | Michael Aspel             | Colin-Ward Lewis       |
| Royaume-Uni | BBC Radio 1             | Tony Brandon              | Colin-Ward Lewis       |
| Suède       | Sveriges Radio-TV       | Christina Hansegård       | Edvard Matz            |
| Suisse      | TSR                     | Georges Hardy             | Alexandre Burger       |
| Suisse      | TV DSR                  | Theodor Haller            | Alexandre Burger       |
| Suisse      | TSI                     | Giovanni Bertini          | Alexandre Burger       |
| Yougoslavie | Televizija Beograd      | Miloje Orlović            | Helga Vlahović         |
| Yougoslavie | Televizija Zagreb       | Mladen Delić              | Helga Vlahović         |
| Yougoslavie | Televizija Ljubljana    | Tomaž Terček              | Helga Vlahović         |

Le concours fut également diffusé en direct dans sept pays par le réseau Intervision : l'Allemagne de l'Est, la Bulgarie, la Hongrie, la Pologne, la Roumanie, la Tchécoslovaquie et l'Union soviétique. Il fut enfin diffusé par satellite dans cinq autres pays : le Brésil, le Chili, le Maroc, Porto Rico et la Tunisie.

## Anecdotes
Pendant longtemps, l’on crût que le Liechtenstein avait souhaité faire ses débuts, avec la chanson Un beau matin, interprétée par Vetty. Pourtant, à l’époque, le pays ne possédait pas de télédiffuseur public. De plus, la chanson était écrite en français, alors que la langue nationale du Liechtenstein est l’allemand. Il apparut plus tard qu’il s’agissait d’une plaisanterie, montée par l’animateur et comédien français, Jacques Martin.